# Campionato italiano di Formula 3 1996
Il Campionato italiano di Formula 3 1996 fu il trentaduesimo della serie. Fu vinto da Andrea Boldrini della scuderia RC Motorsport su Dallara F389-Opel.